# 潇河
潇河，也称作同戈河，《水经》记载为洞涡水、洞过水、同过水、小河等。潇河是汾河的一条支流，源于昔阳县陡泉山西麓的马道岭，流经寿阳、榆次后，流入清徐县，于太原市小店区洛阳村南注入汾河。
河流全长147公里，沿途有南溪水、黑水、蒲水、原过水、涂水众多支流汇入。